# Dworzec autobusowy Łódź Kaliska

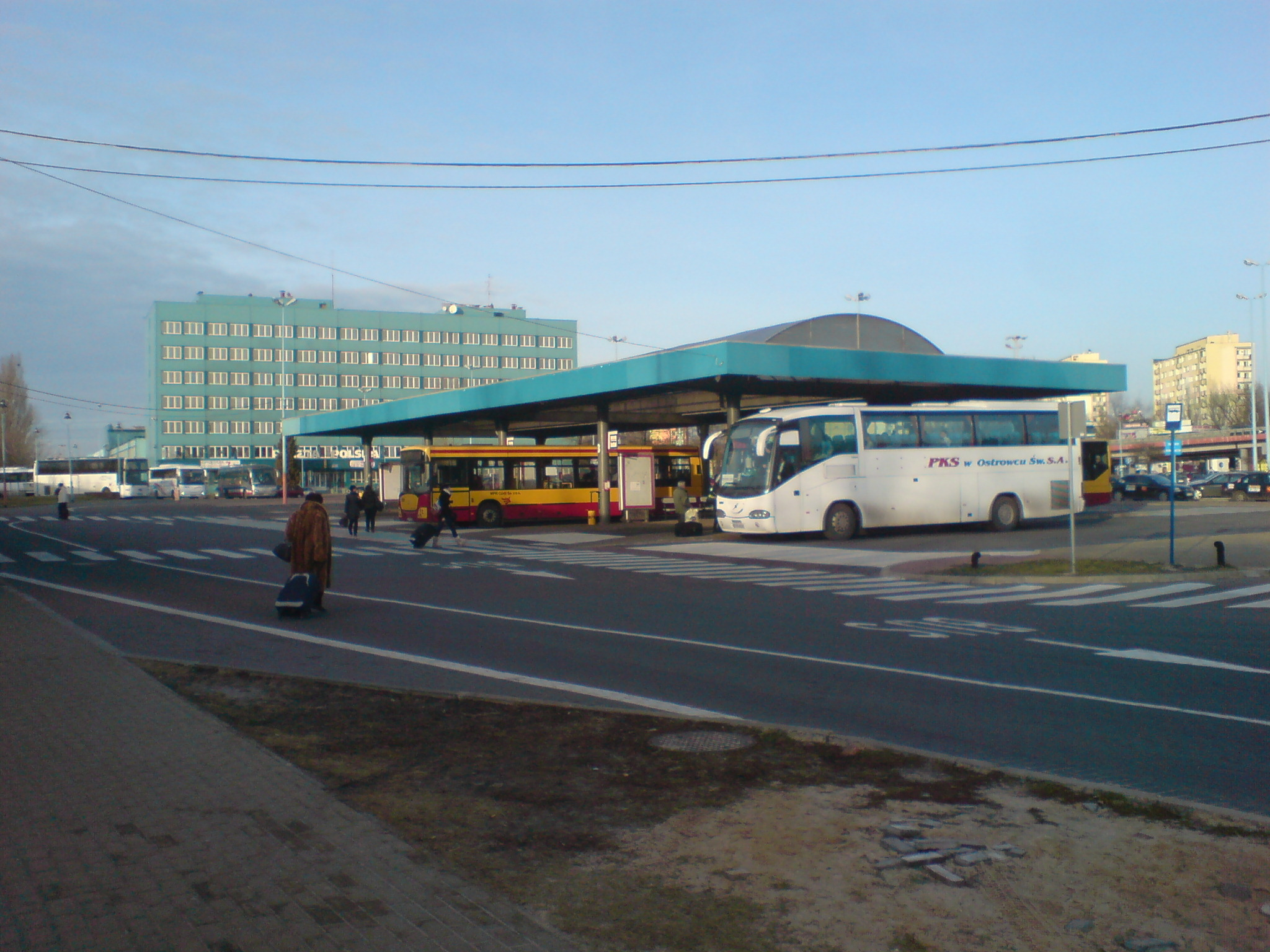
Dworzec autobusowy Łódź Kaliska w 2011 roku

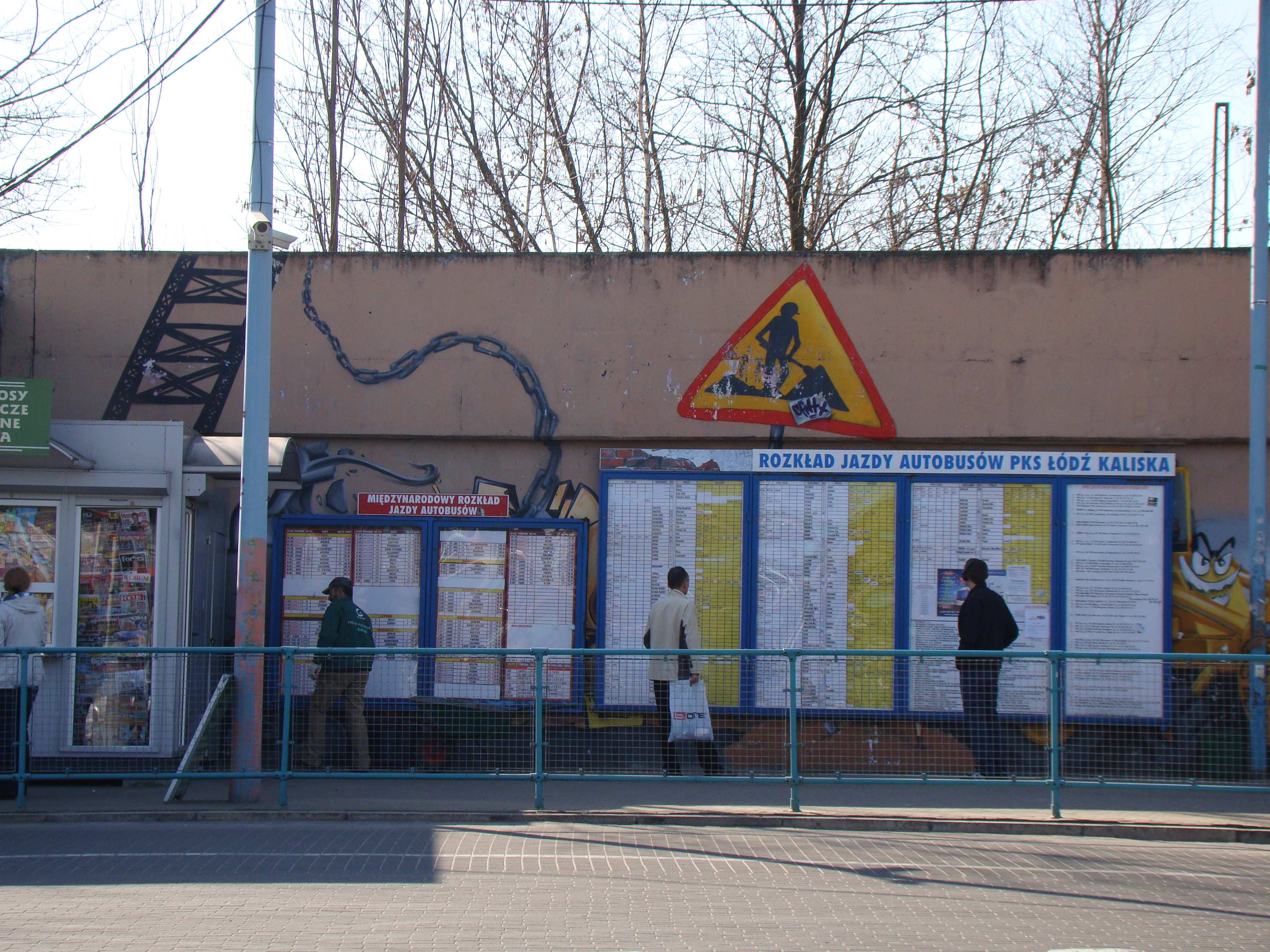
Tablica z rocznym rozkładem jazdy autobusów

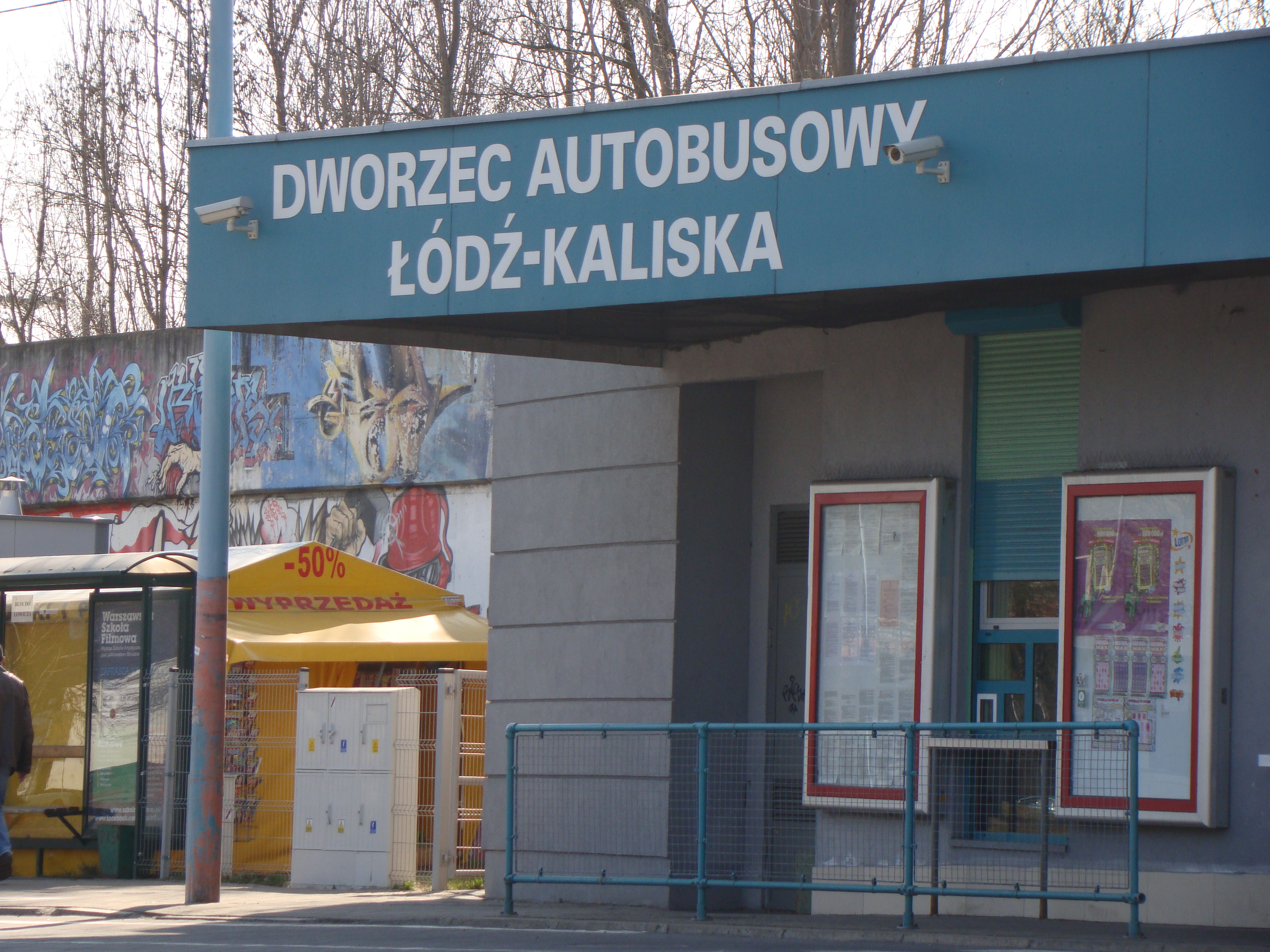
Miejsce informacji dla podróżnych z widoczną nazwą dworca

Dworzec Autobusowy Łódź Kaliska, Dworzec Autobusowy Kaliski – jeden z trzech dworców autobusowych w Łodzi, położony przy ulicy Karolewskiej 55 w dzielnicy Polesie, w niedalekiej odległości od dworca kolejowego o tej samej nazwie.

## Połączenia
Dworzec obsługuje autobusy pospieszne, przyspieszone i ekspresowe w tym międzynarodowe do Ukrainy oraz w kierunkach zachodnich (przewoźnik Sindbad). Do 14 lutego 2017 zatrzymywały się tu też autobusy międzynarodowe PolskiBus.com do Pragi oraz Berlina.

## Dworzec
Na dworcu znajduje się informacja dla podróżnych, poczekalnia, kasa biletowa oraz tablica z rocznym rozkładem jazdy.

## Dojazd
Do dworca można dojechać tramwajami i autobusami MPK Łódź oraz autobusem MUK Zgierz a także koleją aglomeracyjną bezpośrednio m.in. z przystanków: Łódź Radogoszcz Zachód, Łódź Żabieniec, Łódź Pabianicka, Łódź Chojny, Łódź Dąbrowa, Łódź Widzew, Łódź Lublinek, Łódź Retkinia.